# Sokcho
Sokcho (속초), âm Hán Việt là Thúc Thảo (束草) là một thành phố Hàn Quốc, thuộc tỉnh Gangwon.

## Khí hậu
Sokcho nằm giữa ranh giới giữa khí hậu cận nhiệt đới ẩm (Köppen Cfa) và khí hậu lục địa ẩm (Köppen Dfa).
| Dữ liệu khí hậu của Sokcho               | Dữ liệu khí hậu của Sokcho | Dữ liệu khí hậu của Sokcho | Dữ liệu khí hậu của Sokcho | Dữ liệu khí hậu của Sokcho | Dữ liệu khí hậu của Sokcho | Dữ liệu khí hậu của Sokcho | Dữ liệu khí hậu của Sokcho | Dữ liệu khí hậu của Sokcho | Dữ liệu khí hậu của Sokcho | Dữ liệu khí hậu của Sokcho | Dữ liệu khí hậu của Sokcho | Dữ liệu khí hậu của Sokcho | Dữ liệu khí hậu của Sokcho |
| Tháng                                    | 1                          | 2                          | 3                          | 4                          | 5                          | 6                          | 7                          | 8                          | 9                          | 10                         | 11                         | 12                         | Năm                        |
| ---------------------------------------- | -------------------------- | -------------------------- | -------------------------- | -------------------------- | -------------------------- | -------------------------- | -------------------------- | -------------------------- | -------------------------- | -------------------------- | -------------------------- | -------------------------- | -------------------------- |
| Cao kỉ lục °C (°F)                       | 15.8 (60.4)                | 19.1 (66.4)                | 26.9 (80.4)                | 32.5 (90.5)                | 34.3 (93.7)                | 35.3 (95.5)                | 37.1 (98.8)                | 38.7 (101.7)               | 34.1 (93.4)                | 29.3 (84.7)                | 23.9 (75.0)                | 17.8 (64.0)                | 38.7 (101.7)               |
| Trung bình ngày tối đa °C (°F)           | 4.2 (39.6)                 | 6.0 (42.8)                 | 10.6 (51.1)                | 16.5 (61.7)                | 20.9 (69.6)                | 23.5 (74.3)                | 26.7 (80.1)                | 27.5 (81.5)                | 24.0 (75.2)                | 19.5 (67.1)                | 13.1 (55.6)                | 6.6 (43.9)                 | 16.6 (61.9)                |
| Trung bình ngày °C (°F)                  | 0.1 (32.2)                 | 1.9 (35.4)                 | 6.3 (43.3)                 | 11.9 (53.4)                | 16.3 (61.3)                | 19.8 (67.6)                | 23.4 (74.1)                | 24.1 (75.4)                | 20.1 (68.2)                | 15.1 (59.2)                | 8.8 (47.8)                 | 2.5 (36.5)                 | 12.5 (54.5)                |
| Tối thiểu trung bình ngày °C (°F)        | −3.8 (25.2)                | −2.2 (28.0)                | 1.8 (35.2)                 | 7.3 (45.1)                 | 12.1 (53.8)                | 16.5 (61.7)                | 20.6 (69.1)                | 21.2 (70.2)                | 16.5 (61.7)                | 10.8 (51.4)                | 4.7 (40.5)                 | −1.5 (29.3)                | 8.7 (47.7)                 |
| Thấp kỉ lục °C (°F)                      | −16.4 (2.5)                | −16.2 (2.8)                | −11.6 (11.1)               | −3.5 (25.7)                | 3.8 (38.8)                 | 6.6 (43.9)                 | 12.6 (54.7)                | 13.7 (56.7)                | 9.5 (49.1)                 | −0.3 (31.5)                | −8.7 (16.3)                | −14.7 (5.5)                | −16.4 (2.5)                |
| Lượng Giáng thủy trung bình mm (inches)  | 43.5 (1.71)                | 45.9 (1.81)                | 52.3 (2.06)                | 73.3 (2.89)                | 88.5 (3.48)                | 119.5 (4.70)               | 265.6 (10.46)              | 298.0 (11.73)              | 200.6 (7.90)               | 87.9 (3.46)                | 92.0 (3.62)                | 40.1 (1.58)                | 1.407,2 (55.40)            |
| Số ngày giáng thủy trung bình (≥ 0.1 mm) | 5.8                        | 5.9                        | 8.3                        | 8.6                        | 9.3                        | 11.5                       | 15.7                       | 15.2                       | 11.7                       | 7.0                        | 7.9                        | 4.7                        | 111.6                      |
| Số ngày tuyết rơi trung bình             | 5.0                        | 5.1                        | 4.1                        | 0.2                        | 0.0                        | 0.0                        | 0.0                        | 0.0                        | 0.0                        | 0.0                        | 0.7                        | 2.2                        | 17.3                       |
| Độ ẩm tương đối trung bình (%)           | 49.0                       | 53.2                       | 58.0                       | 60.5                       | 68.6                       | 78.7                       | 82.2                       | 82.3                       | 77.8                       | 65.6                       | 56.0                       | 47.9                       | 65.0                       |
| Số giờ nắng trung bình tháng             | 185.4                      | 176.9                      | 194.9                      | 211.9                      | 216.3                      | 172.4                      | 146.3                      | 152.4                      | 166.8                      | 189.8                      | 169.0                      | 184.3                      | 2.166,4                    |
| Phần trăm nắng có thể                    | 60.0                       | 56.4                       | 51.4                       | 53.7                       | 48.9                       | 36.8                       | 30.6                       | 35.9                       | 44.2                       | 54.2                       | 55.4                       | 61.4                       | 47.8                       |
| Nguồn:                                   |                            |                            |                            |                            |                            |                            |                            |                            |                            |                            |                            |                            |                            |